# HMS Argyll (1711)
Za druge ladje glejte HMS Argyll.
HMS Argyll je bila četrtnostopnja fregata Kraljeve vojne mornarice.
Leta 1711 je bila splovljena kot Bonaventure, a so jo 1715 preimenovali v Argyll.